# كيث لايلي
كيث لايلي (بالإنجليزية: Keith Lyle) هو لاعب كرة قدم أمريكية أمريكي، ولد في 17 أبريل 1972 في واشنطن العاصمة في الولايات المتحدة.

## وصلات خارجية
- كيث لايلي على موقع مرجع كرة القدم المحترفة.كوم (الإنجليزية)